# جذر ظهراني للعصب النخاعي
الجذر الظهري للعصب الشوكي (أو الجذر الخلفي للعصب الشوكي أو الجذر الحسي )  هو أحد الجذرين اللذين ينبعان من الحبل الشوكي. ينبثق مباشرة من الحبل الشوكي، وينتقل إلى العقدة الجذرية الظهرية. ثم تتحد الألياف العصبية مع الجذر البطني لتكوين العصب الشوكي. ينقل الجذر الظهري المعلومات الحسية، مشكلاً الجذر الحسي الوارد للعصب الشوكي.

## تكوين
ينشأ الجذر من الجزء الخلفي للحبل الشوكي ويمتد إلى العقدة الجذرية الظهرية. تحتوي العقد الجذرية الظهرية على أجسام خلوية شبه أحادية القطب للألياف العصبية، والتي تنتقل من العقد عبر الجذر إلى الحبل الشوكي.
يحتوي القسم الجانبي للجذر الظهري على ألياف مغلفة بالميالين وغير مغلفة بالميالين ذات قطر صغير.  تحمل هذه الألياف الإحساس بالألم ودرجة الحرارة. تعبر هذه الألياف من خلال المفصل الأبيض الأمامي لتشكل الجهاز الأمامي الجانبي في الحبل الجانبي.
يحتوي القسم الأوسط من الجذر الظهري على ألياف نخاعية ذات قطر أكبر. تنقل هذه الألياف معلومات اللمس التمييزي، والضغط، والاهتزاز، والحس العميق الواعي، من مستويات العمود الفقري العصب الشوكي العنقي الثاني إلى العصب الشوكي العجزي الخامس. تُدفع هذه الألياف نحو الثلم المتوسط الخلفي لتكوين الحزمة النحيلة والحزمة الإسفينية لمسار العمود الخلفي-الفجوة الإنسيّة. في حال انقطاع الجذر الظهري للعصب الشوكي، سيؤدي ذلك إلى تنميل في مناطق معينة من الجسم.

## صور إضافية

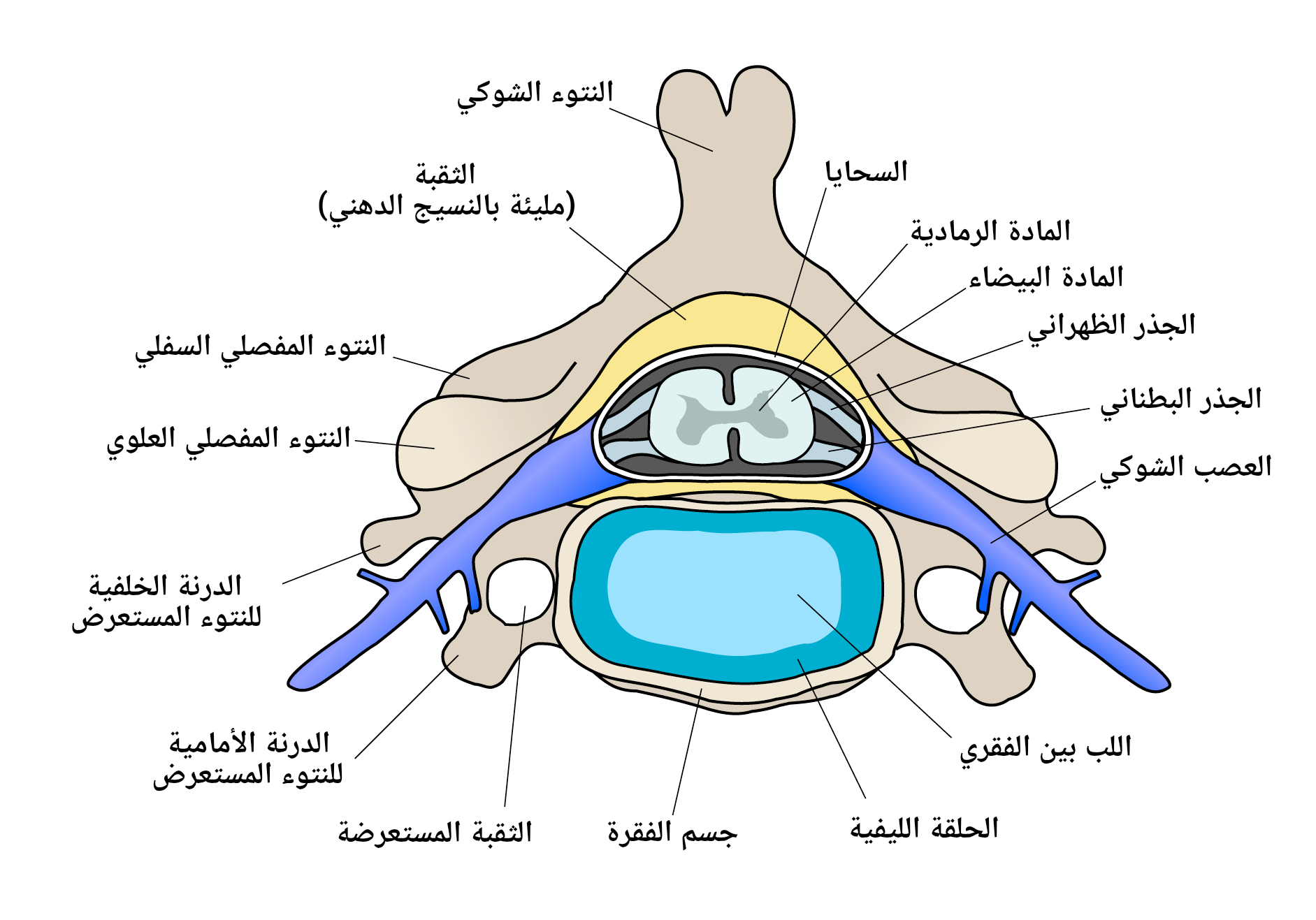
فقرات عنقية
النخاع الشوكي
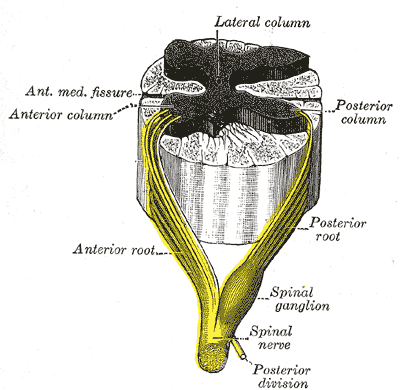
عصب شوكي بجذوره الأمامية والخلفية.
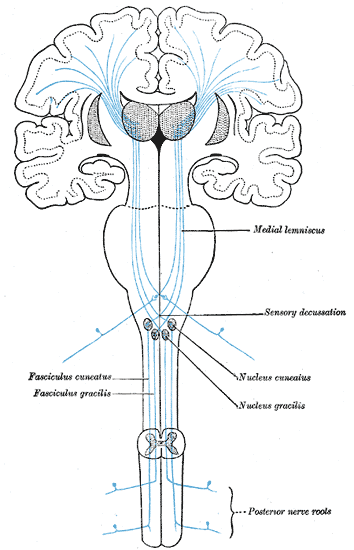
المسار الحسي.
مقطع عرضي تخطيطي للنخاع الشوكي وأغشيته.
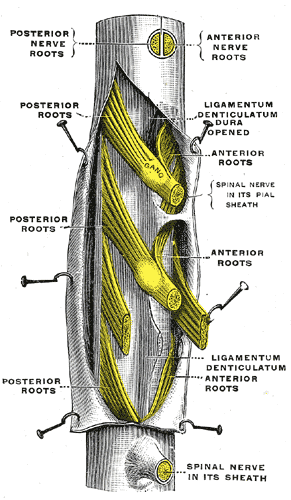
جزء من النخاع الشوكي، يُظهر سطحه الجانبي الأيمن. يُفتح غشاء الجافية ويُرتّب لإظهار جذور الأعصاب.
مخطط يوضح بنية العصب الشوكي النموذجي.

## روابط خارجية
- [http://ect.downstate.edu/courseware/haonline/figs/l02/020406

.htm شكل تشريحي: 02:04-06
] على موقع مركز سوني دونستات الطبي (تشريح بشري عبر الإنترنت). - "Superior view of a section through the spinal cord within the vertebral foramen."
- [http://www.anatomyatlases.org/MicroscopicAnatomy/Section06/Plate06114

.shtml Anatomy Atlases - Microscopic Anatomy, plate 06.114
] - "Spinal Root Nerve Fibers"
- Dorsal root - Cell Centered Database